# Kurt Reinhard (Gerechter unter den Völkern)
Kurt Reinhard war ein Gerechter unter den Völkern.
Kurt Reinhard war im Zivilberuf Elektroingenieur und im Zweiten Weltkrieg Wehrmachtsangehöriger, zunächst im von Deutschland besetzten Polen. Dort lernte er Elieser Thum, dessen Cousine, Mina Scharf, und deren Familien kennen. Elieser Thum war nach den Nürnberger Gesetzen als „Jude“ eingestuft. Er betrieb ein Fotogeschäft in Tarnów. Die Familien überlebten die Zeit der deutschen Herrschaft, weil Reinhard sie mit den nötigsten Lebensmitteln und Papieren versorgte.
Nachdem Reinhard 1941 nach Frankreich versetzt wurde, erfuhr er von der geplanten Endlösung der Judenfrage. Er fuhr 1942 nach Tarnów, kurz bevor die Deportation begann, riet den Familien Thum und Scharf, Tarnów mit falschen Papieren zu verlassen und begleitete sie zunächst nach Krakau, wo sie sich versteckten. Nachdem die Gestapo ein Familienmitglied verhaftet hatte, gelang es Kurt Reinhard zwar, dieses wieder frei zu bekommen. Die Beteiligten schätzten aber die Lage in Krakau inzwischen als zu gefährlich ein. Reinhard riet den Familien, dass ihre Mitglieder als Fremdarbeiter nach Deutschland gehen sollten. So konnten sie Krakau legal verlassen.
Kurt Reinhard – inzwischen vom Wehrdienst freigestellt – arbeitete inzwischen in seinem Zivilberuf bei Siemens in München. Es gelang ihm, einen großen Teil seiner Freunde in der Umgebung von München und dem benachbarten, damals „angeschlossenen“ Österreich unterzubringen und sie weiter zu betreuen. Sie überlebten so das Ende des Krieges. Elieser Thum leitete später das Fotolabor des Weizmann-Instituts.